# Klasztor w Blaubeuren

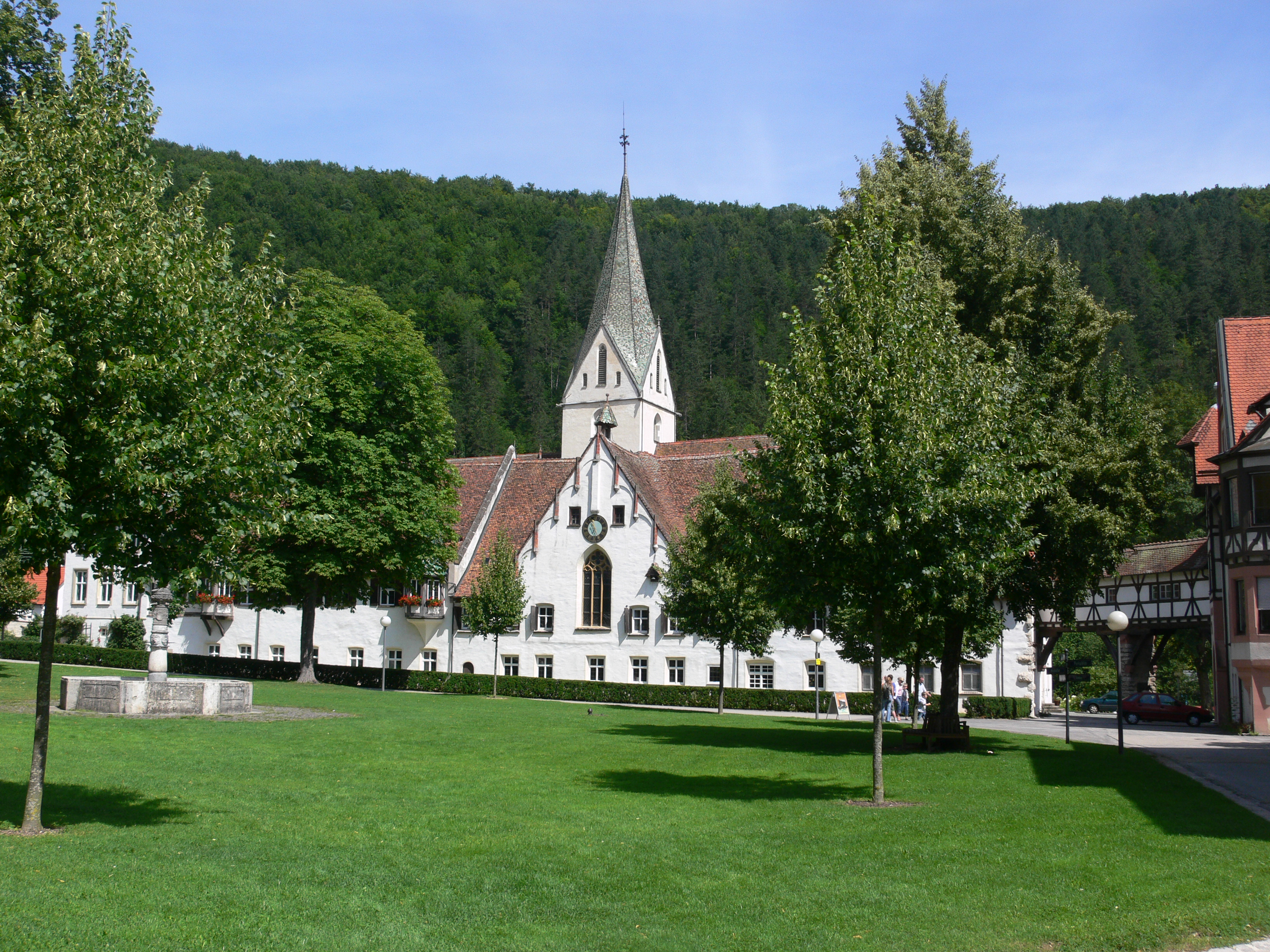
Klasztor w Blaubeuren

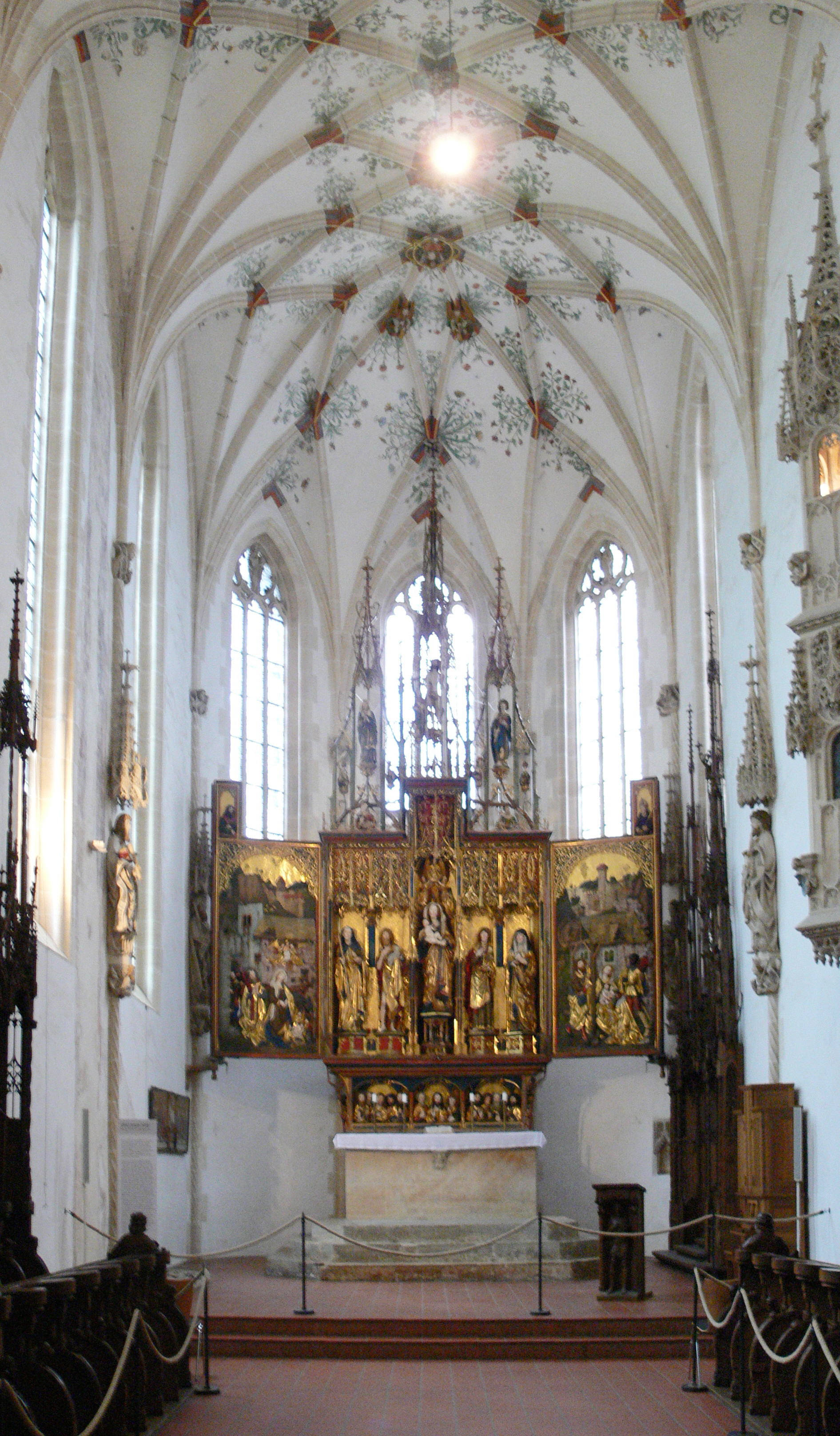
Wnętrze prezbiterium kościoła klasztornego. Widoczny ołtarz główny

Klasztor w Blaubeuren (niem. Kloster Blaubeuren) – dawna siedziba Benedyktynów w Blaubeuren (Badenia-Wirtembergia, Niemcy). Początki klasztoru sięgają roku 1085, kiedy to założono opactwo benedyktyńskie w pobliżu wywierzyska Blautopf. W czasie reformacji przejęty przez książąt Wirtembergii, a następnie odtąd pełni rolę ewangelickiego seminarium teologicznego. Od 1817 wraz z klasztorem Maulbronn seminarium stanowi wspólną jednostkę edukacyjną znaną jako Ewangwelickie Seminarium Maulbronn i Blaubeuren (niem. Evangelische Seminare Maulbronn und Blaubeuren|Evangelischen Seminare Maulbronn und Blaubeuren). Pod względem historyczno-artystycznym kompleks dawnego klasztoru Blaubeuren stanowi ważny przykład architektury późnogotyckiej na terenie Szwabii, ponadto kościół klasztorny zachował niemal w całości późnogotycki wystrój rzeźbiarski, w tym retabulum ołtarza głównego wykonane m.in. przez Michela Erharta i Jörga Syrlina Młodszego.

## Dzieje
Klasztor założyli około roku 1085 Anselm i Hugo, palatynaci Tybingi oraz Sigiboto von Ruck, sprowadzając z klasztoru w Hirsau do Blaubeuren mnichów reguły benedyktyńskiej. W pierwszych latach istnienia zakonnicy nowego opactwa nabyli liczne posiadłości ziemskie, choć nie obyło się bez konfliktów z miejscowymi feudałami, zwłaszcza z hrabiami Helfensztyńskimi.
W XIV i na początku XV wieku klasztor przeżywał ogólny kryzys. W klasztorze miały miejsce liczne wewnętrzne spory kulminacjami były zamordowanie w 1347 ówczesnego przeora zaś w 1407 opata. Ponadto mieszkańców klasztoru zdziesiątkowała epidemia dżumy, która objęła znaczną część Europy Środkowej. Dzięki fundacjom z zewnątrz klasztor utrzymał kontrolę nad swoimi posiadłościami. Na II połowę XV stulecia przypada okres kulturalnej i ekonomicznej świetności klasztoru. W 1456 opatem został Ulrich Kundig będącym reprezentantem w kapitule generalnej Benedyktynów, zaś jego następcą Heinrich Fabri (zm. 1493), który w roku 1477 założył Uniwersytet w Tybindze. Sam klasztor gruntownie przebudowano w duchu późnego gotyku, kościół otrzymał kompletny jednolity stylowo wystrój wykonany przez artystów z pobliskiego Ulm, którzy reprezentowali tzw. szkołę ulmską w dziedzinach rzeźby (przede wszystkim snycerstwo) i malarstwa.
W następstwie reformacji w roku 1534 władzę nad Blaubeuren przejął luterański książę Ulrich von Württemberg, który dokonał rozwiązania klasztoru. Po śmierci ostatniego z opatów administratora klasztoru Blaubeuren Ambrosiusa Scheerera, siedziba zakonników została przymusowo przeniesiona do Markdorf. W okresie dekretu zwanego interim augsburskim kończącym I wojnę szmalkaldzką Blaubeuren odzyskali katolicy, ostatecznie jednak w ramach postanowień pokoju augsburskiego w 1555 kontrolę nad opactwem przejął syn Ulricha Christoph von Württemberg, stąd też w rok później założono w Blaubeuren Ewangelickie Seminarium Teologiczne. Na lata 1563–1570 przypada urzędowanie Matthäusa Albera pierwszego ewangelickiego opata i dyrektora szkoły klasztornej.
Obecnie klasztor wciąż pełni funkcję seminarium. Zachował się niemal cały komplet zabudowań z II połowy XV stulecia, który ma charakter późnogotycki. Kompleks ten składa się z zabudowań skupionych wokół czworobocznego wirydarza otoczonego krużgankiem, kapitularza, kaplicy chrzcielnej, kaplicy Św. Małgorzaty i kościoła klasztornego pw. Św. Jana Chrzciciela z kaplicami Św. Piotra i Św. Urbana. Najważniejszą częścią kościoła jest prezbiterium nakryte sklepieniem sieciowym z cennym wystrojem, który tworzy zespół figur przyściennych, zespół stalli dzieło Jörga Syrlina Młodszego i wielkie retabulum ołtarza głównego w formie pentaptyku z monumentalnymi rzeźbami Michela Erharta dekoracjami Jörga Syrlina Młodszego i malowidłami pędzla Bartholomäusa Zeitbloma.
Ponadto dawny klasztor mieści dwa muzea – Muzeum Regionalne oraz Muzeum Schubarta, poświęcone pochodzącego ze Szwabii poecie Christianowi Friedrichowi Danielowi Schubartowi.

## Galeria

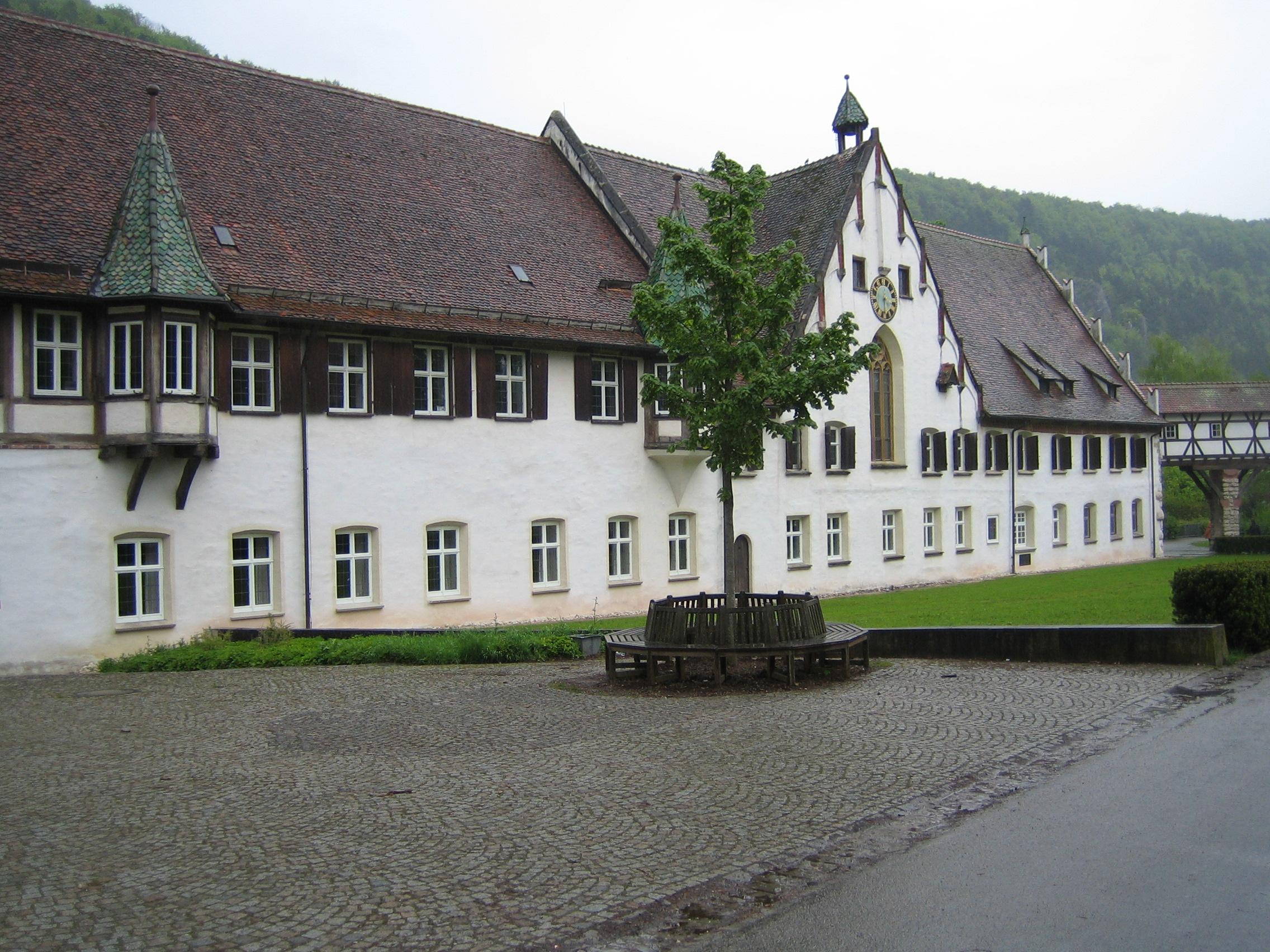
Południowe skrzydło dawnego klasztoru
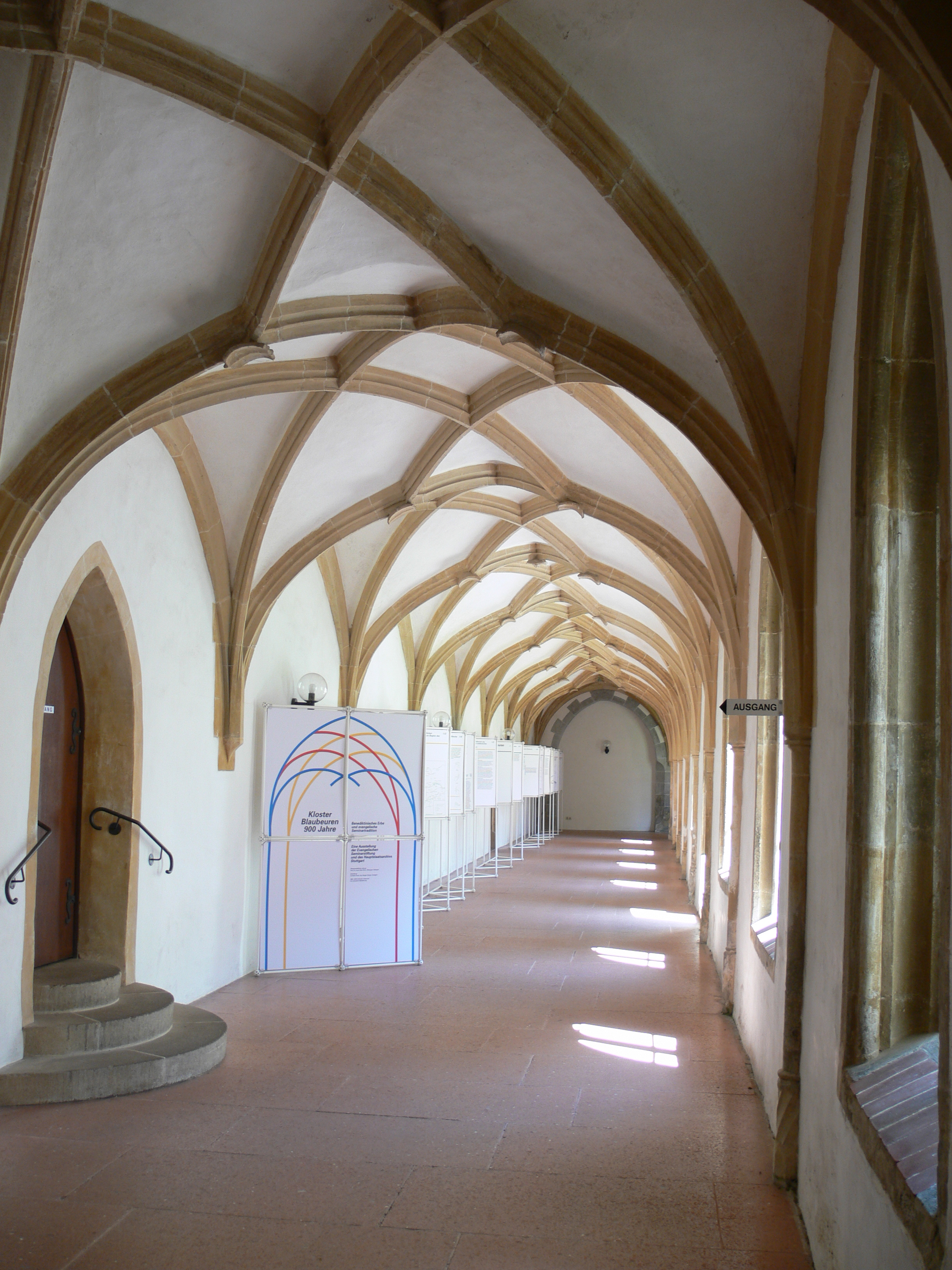
Krużganek
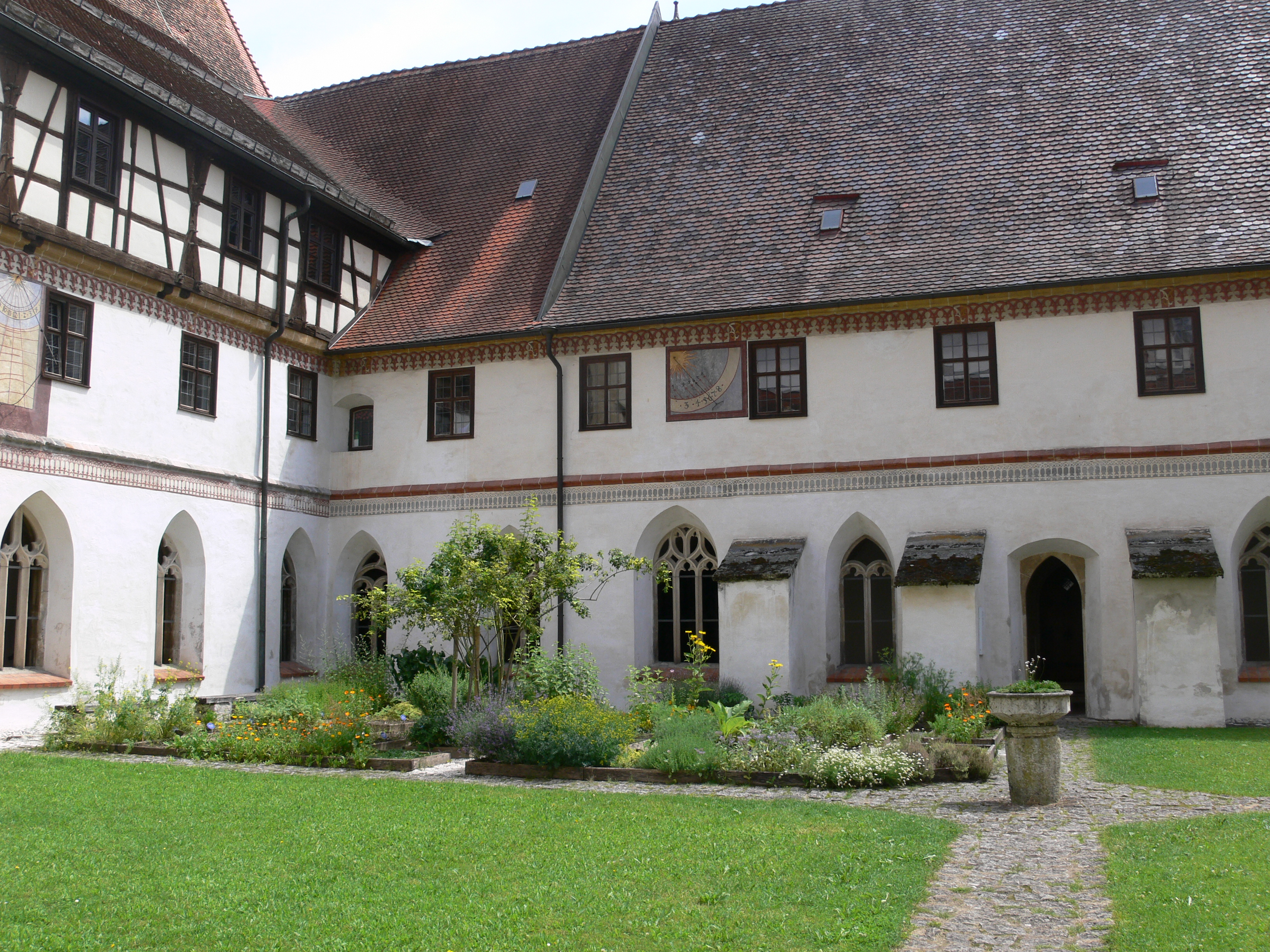
Widok na klasztor z wirydarza
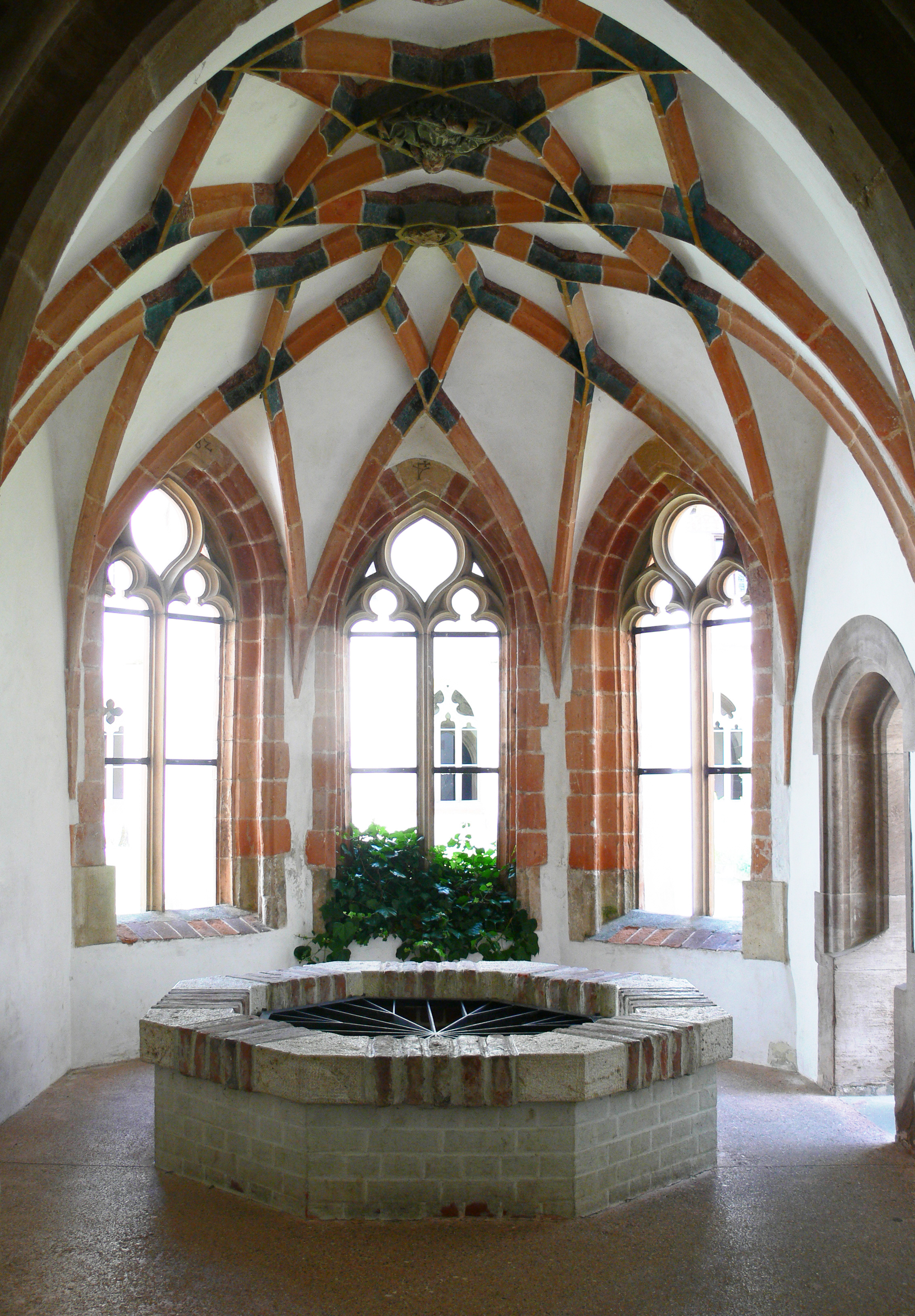
Kaplica chrzcielna
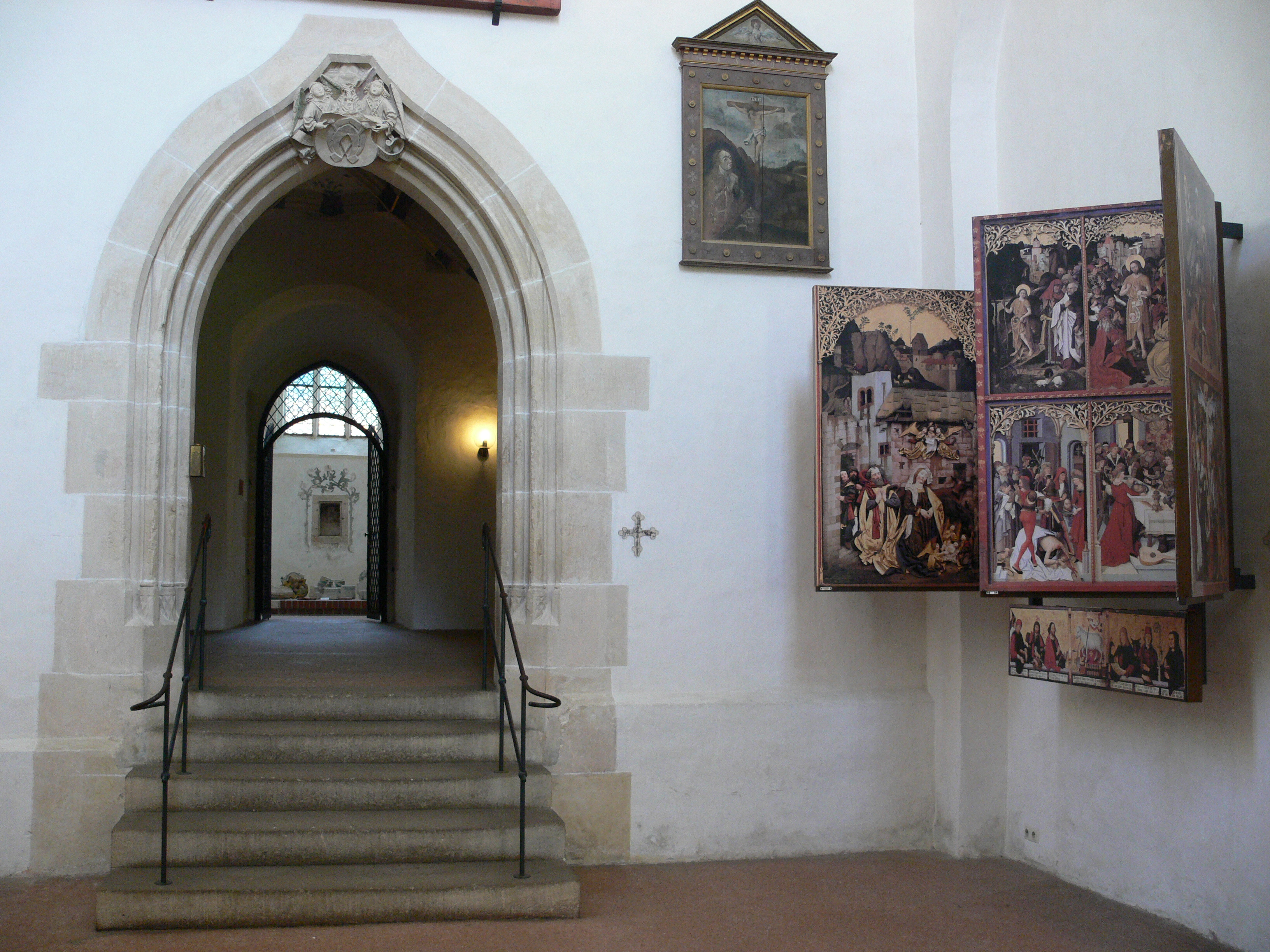
Kaplica Św. Piotra
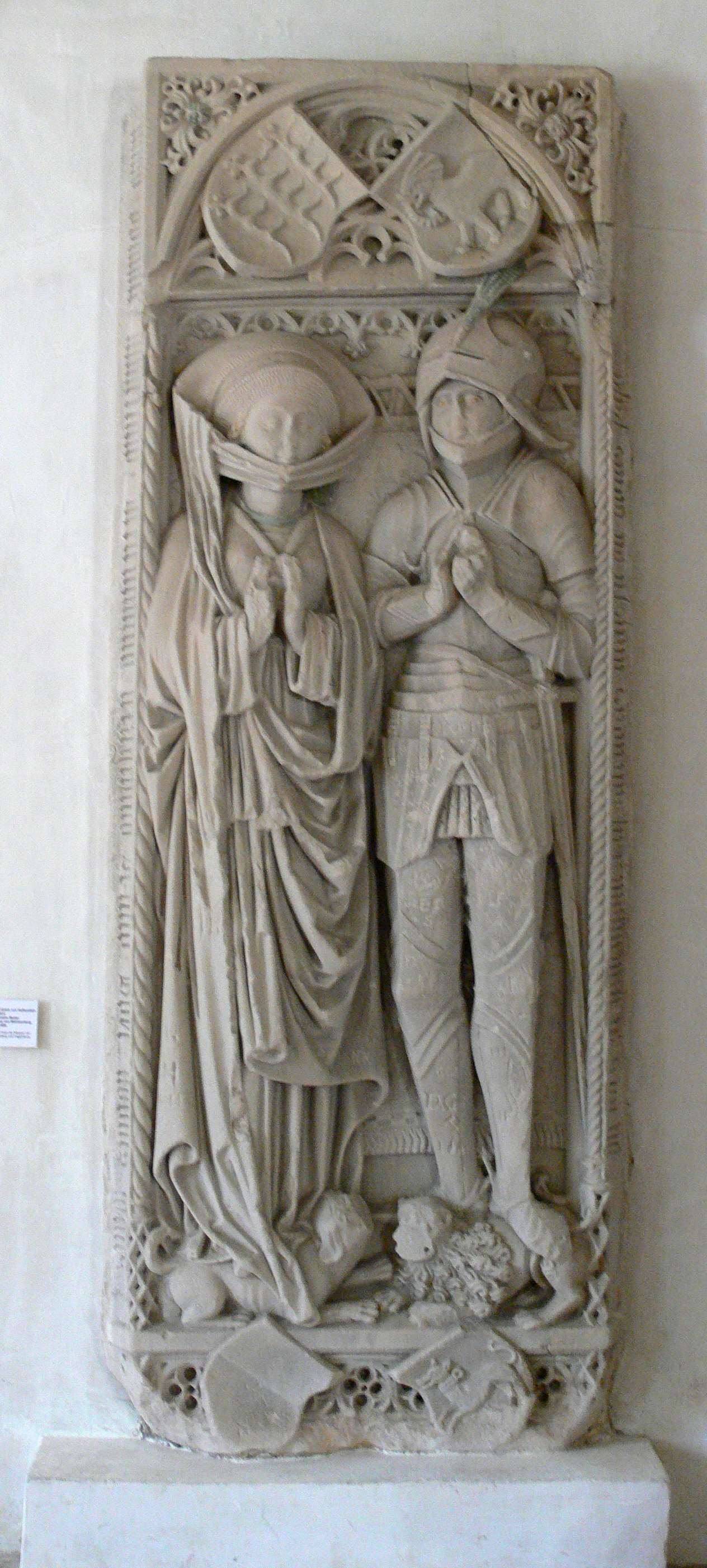
Epitafium Ulricha von Helfenstein
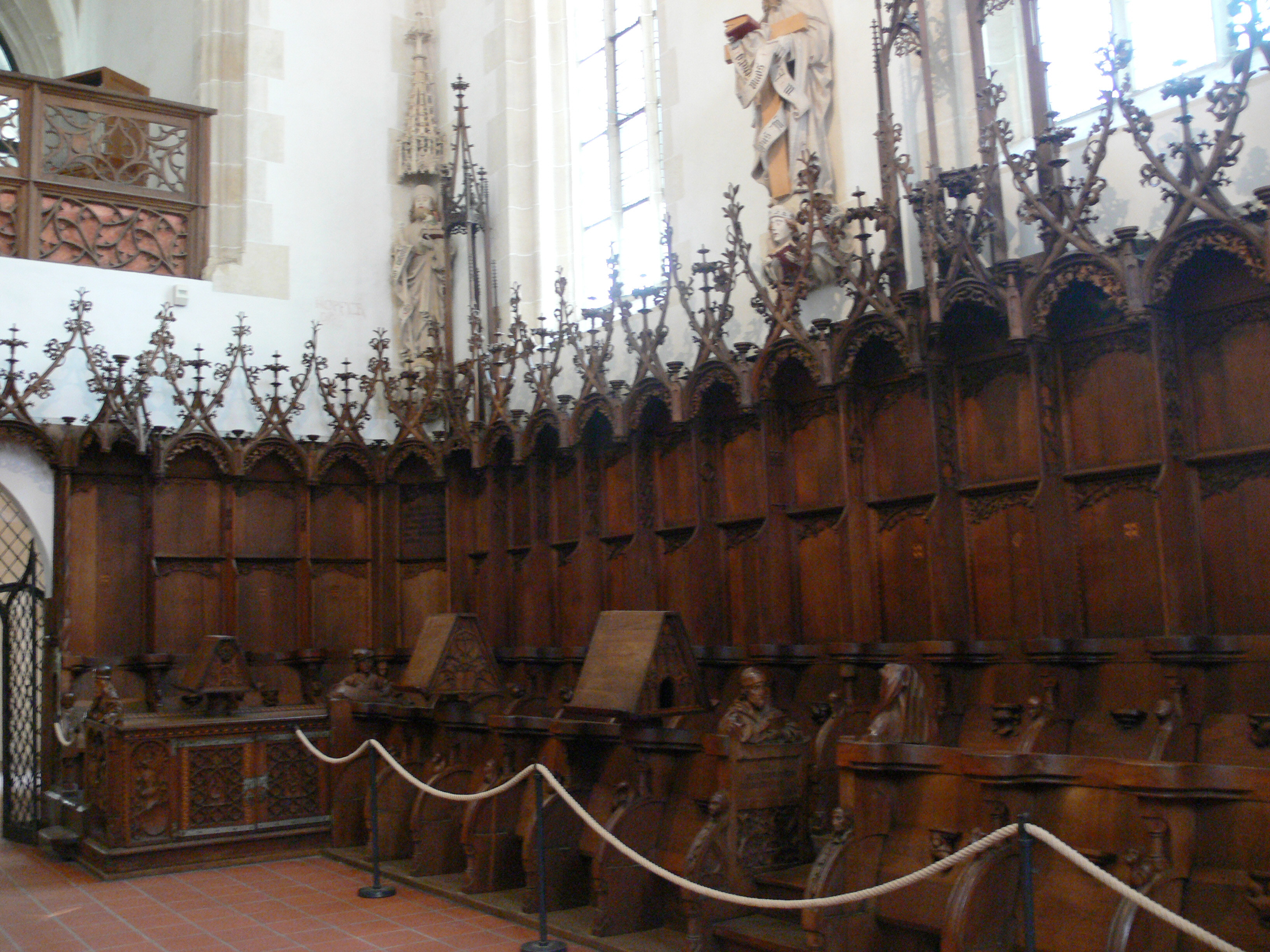
Gotyckie stalle w kościele klasztornym
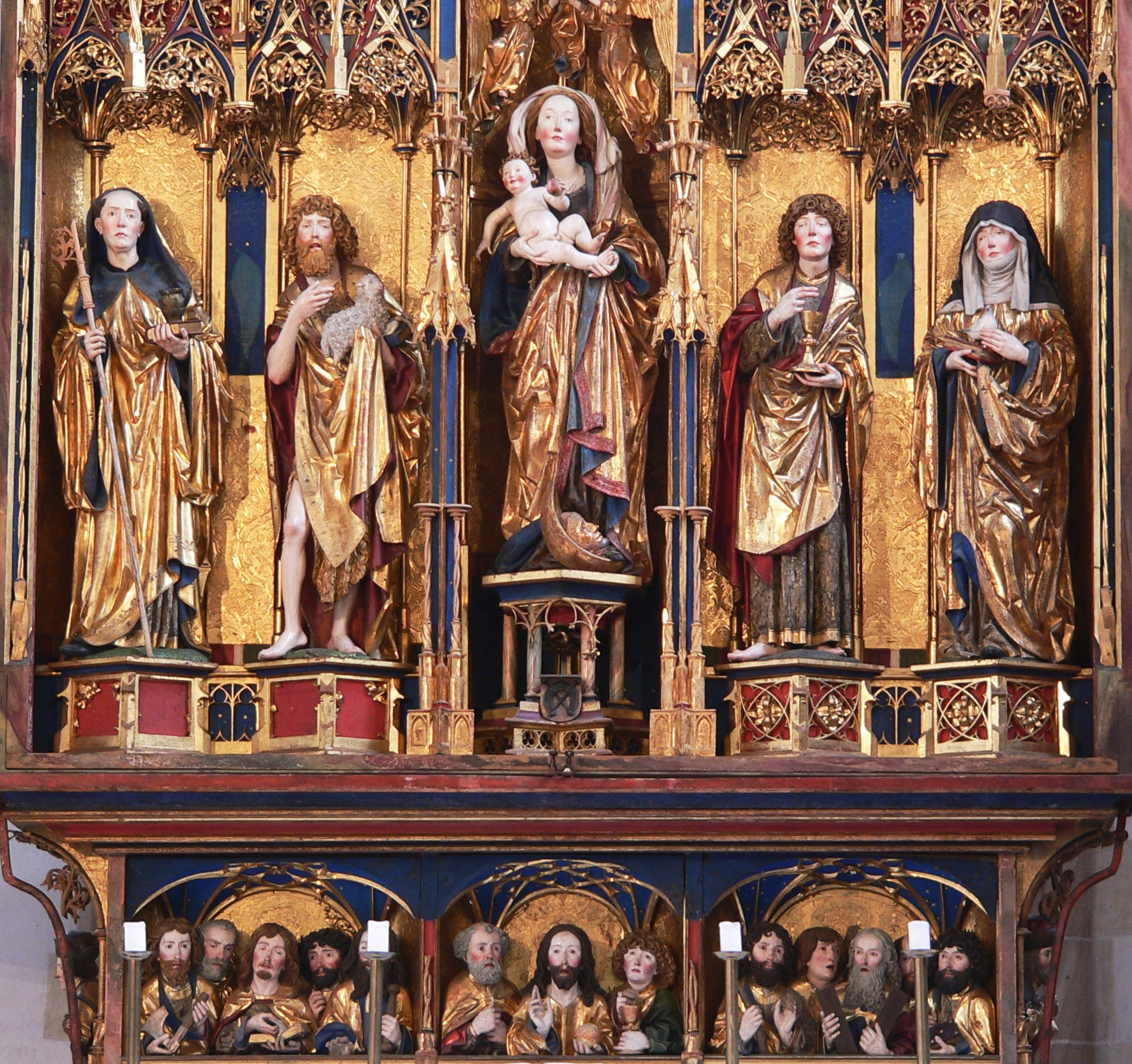
Ołtarz główny (część środkowa i predella)

## Literatura
- Hermann Dilger, Kloster, Klosterschule und Seminar, [w:] Blaubeuren 700 Jahre Stadt, Blaubeuren 1967
- Gerhard Dopffel (red.), Kloster Blaubeuren – 900 Jahre, Stuttgart 1985, ISBN 3-8062-0424-1.
- Immo Eberl (Hrsg.), Kloster Blaubeuren. 1085-1985. Benediktinisches Erbe und evangelische Seminartradition. Katalog wystawy, Sigmaringen 1985;
- Rainer Kahsnitz, Die großen Schnitzaltäre. Spätgotik in Süddeutschland, Österreich, Südtirol, Aufnahmen von Achim Bunz, Verlag Neue Zürcher Zeitung, Wersja PDF: Blaubeuren, ehemalige Abteikirche St. Johannes der Täufer, Hochaltar (niem.) (31 stron.)
- Anna Moraht-Fromm, Wolfgang Schürle (Hrsg.): Kloster Blaubeuren. Der Chor und sein Hochaltar. Stuttgart 2002
- Otto-Günter Lonhard, Das Kloster Blaubeuren im Mittelalter. Rechts- u. Wirtschaftsgeschichte einer schwäbischen Benediktinerabtei, Stuttgart 1963;